# Suore di San Giuseppe di Toronto
Le Suore di San Giuseppe (in inglese Sisters of St. Joseph of Toronto; sigla C.S.J.) sono un istituto religioso femminile di diritto pontificio.

## Storia
La congregazione si riallaccia alla fondazione fatta a Le Puy-en-Velay dal sacerdote gesuita Jean-Pierre Médaille.
Nel 1851, su invito del vescovo Armand de Charbonnel, un gruppo si suore di San Giuseppe della congregazione di Filadelfia, sotto la guida di madre Delfina Fontbonne, si stabilì a Toronto per assumere la direzione di un orfanotrofio.
Le suore costituirono sin dal principio un istituto autonomo da quello di Filadelfia, di cui mantennero le costituzioni che erano quelle delle suore di San Giuseppe di Lione.
L'istituto ricevette il pontificio decreto di lode nel 1920 e le sue costituzioni ottennero l'approvazione definitiva il 20 marzo 1934.

## Attività e diffusione
Le suore svolgono il loro apostolato in scuole, ospedali, ricoveri per anziani.
Oltre che in Canada, sono presenti in Guatemala; la sede generalizia è a Toronto.
Alla fine del 2015 l'istituto contava 106 religiose in 37 case.